# Nannophlebia aerostiba
Nannophlebia aerostiba is een libellensoort uit de familie van de korenbouten (Libellulidae), onderorde echte libellen (Anisoptera).
De wetenschappelijke naam Nannophlebia aerostiba is voor het eerst geldig gepubliceerd in 1955 door Lieftinck.